# Vườn quốc gia Beringia
Vườn quốc gia Beringia (tiếng Nga: Берингия) nằm ở mũi phía đông của Khu tự trị Chukotka, vùng đông bắc của Nga. Nó nằm ở phía tây (tức là châu Á) của eo biển Bering. Được thành lập vào cuối năm 2013, đây là vườn quốc gia có diện tích lớn nhất tại Nga.

## Mô tả
Cho đến năm 11.000 TCN, lãnh thổ tại vườn quốc gia được nối với Bắc Mỹ bằng một cây cầu đất - được gọi là Beringia. Về phía đông, thuộc bang Alaska của Hoa Kỳ là Khu bảo tồn quốc gia Cầu đất Bering được quản lý bởi Cục Công viên Quốc gia Hoa Kỳ. Đã có cuộc đàm phán giữa Hoa Kỳ và Nga về việc sáp nhập hai công viên thành một "công viên quốc tế" xuyên quốc gia, nhưng chưa được chính thức hoá. Khu vực này phần lớn là có dân cư thưa thớt, chủ yếu là người Chukchi hoặc Yupik bản địa. Khu vực này chính thức trở thành một vườn quốc gia vào năm 2013.
Vườn quốc gia Beringia nằm trên hai huyện của Bán đảo Chukotka là Providensky và Chukotsky. Địa hình chủ yếu ở đây là lãnh nguyên của cao nguyên ven biển. Những ngọn núi có chiều cao trung bình là 900 mét, điểm cao nhất là đỉnh Iskhodnaya cao 1.194 mét. Ngoài ra, vườn quốc gia cũng có một vùng đồng bằng rộng lớn. Beringia có khí hậu cận Bắc Cực (theo Phân loại khí hậu Köppen) với một mùa đông rất dài và lạnh trong khi mùa hè ngắn và mát mẻ. Tháng 1 là khoảng thời gian lạnh nhất tại đây, với nhiệt độ đo được tại thị trấn Anadyr là −22.6 °C (−8.7 °F) và cao nhất trong năm là 11.6 °C (52.9 °F) vào tháng 7.